# Давидович, Павле
Барон Павле Давидович (серб. кир. Павле Давидовић), или Пауль Давидович (1737, Буда — 18 февраля 1814, Комарно) — генерал Австрийской империи, рыцарь военного ордена Марии Терезии. Играл главную роль в итальянской кампании 1796 года во время Французских революционных войн, командуя подразделениями размером с корпус в борьбе с французской армией во главе с Наполеоном Бонапартом. Возглавлял войска во время наполеоновских войн и был шефом австрийского пехотного полка.

## Начало военной карьеры
Родился в Буде (современный Будапешт, Венгрия) в 1737 году. Давидович происходил из сербской семьи, иммигрировавшей в Австрийскую империю из Османской империи во времена императора Леопольда I. В 1757 году Давидович вступил во 2-й австрийский армейский пехотный полк Ferdinand Karl. Он служил во время Семилетней войны и дослужился до звания капитана. В 1771 году он был повышен до майора 19-го пехотного полка d’Alton. Героически сражался в битве при Быстишца-Клодзка в январе 1779 года во время войны за баварское наследство. Это сражение принесло ему рыцарский крест военного ордена Марии Терезии. В 1780 году ему был пожалован дворянский титул фрайхерра. В следующем году он стал оберст-лейтенантом 34-го пехотного полка Esterhazy. В 1783 году был повышен до оберста (звание, соответствующее полковнику) граничарского полка Peterwardeiner.
В 1788 году, во время австро-турецкой войны, Давидович уговорил сдаться турецкого губернатора Шабаца. Он помогал Максимилиану фон Латуру в подавлении брабантской революции 1789 года и был повышен до звания генерал-майора в 1790 году.

## Французские революционные войны
В 1793 году, во время войны Первой коалиции, он отличился в боях при Неервиндена и Ваттиньи. Участвовал во Фландрской кампании в 1794 году под командованием князя Саксен-Кобург-Заальфельдского. Служил при Дагоберте Зигмунде фон Вурмзере во время успешной осады Мангейма, которая закончилась капитуляцией 22 ноября 1795 года. В марте 1796 года он был произведён в фельдмаршал-лейтенанты.
Весной 1796 года французская армия Наполеона захватила Сардинское королевство и Миланское герцогство и начала осаду Мантуи. В июле Давидович перевёлся на итальянский театр военных действий и вновь оказался под командованием Вурмзера. Во время первого освобождения Мантуи он командовал левоцентральной (III) колонной, в которую входили бригады Антона Миттровски, Антона Липтай де Кисфалюда и Леберехта Шпигеля. Численность его войска составляла 8274 пехотинцев, 1618 кавалеристов и 40 пушек. 5 августа он сражался в битве при Кастильоне.
Во время второго освобождения Мантуи Вурмзер и его начальник штаба Франц фон Лауер планировали перебросить основные части армии из верховьев долины реки Адидже в Бассано-дель-Граппа через долину реки Брента. Они поручили Давидовичу удерживать долину Адидже с 13,5 тыс. солдатами из бригад князя Реуса, Йосипа Вукасовича и Иоганна Спорка. Лауер считал, что французская армия во время этой операции будет вести себя пассивно. Вопреки ожиданиям, Бонапарт атаковал Давидовича войском в 30 тыс. человек. В битве при Роверето 4 сентября французы сокрушили оборону австрийцев, причинив им урон в 3 тыс. человек, захватили Тренто и вытеснили Давидовича на север за Лавис. Вскоре Бонапарт выиграл битву при Бассано и загнал Вурмзера и 12 тыс. человек в крепость Мантуи.
Для третьего освобождения Мантуи император Франциск II назначил Йозефа Альвинци командующим вновь сформированной армии. Альвинци планировал наступать на Мантую с востока с 28 тыс. солдат, в то время как Давидович с 19,5 тыс. солдат должен был подойти из долины Адидже на севере. В состав тирольского корпуса Давидовича входили бригады Спорка, Вукасовича, Иоганна Лаудона и Йозефа Оцкая, а также небольшой резерв. После кровавого столкновения в Чембре 2 ноября он снова захватил Тренто. 7 ноября он разгромил численное превосходившие его французские дивизии Клода-Анри де Вобуа в битве при Каллиано. Несмотря на призывы Альвинци продолжать наступление, он промедлил и не смог воспользоваться своим успехом. Одной из причин была потеря 3,5 тыс. человек в Чембре и Каллиано. Другие трудности включали в себя ложное сообщение о том, что впереди него находится дивизия Андре Массены, сильный снегопад в горах и тот факт, что сообщения от Альвинци шли два дня. 17 ноября он снова разгромил де Вобуа в Риволи-Веронезе, но эта победа запоздала на два дня. После того, как 15-17 ноября французы победили Альвинци в битве при Арколе, Бонапарт с большим войском начал наступать на Давидовича. Французы разгромили его во втором столкновении в Риволи 22 ноября. Корпус Давидовича бежал на север, и Альвинци был вынужден прекратить кампанию.

## Наполеоновские войны
В 1804 году он стал инхабером 34-го венгерского пехотного полка, называвшегося теперь Davidovich, и занимал эту должность до самой смерти. Когда началась война Третьей коалиции, он командовал в Италии частью армии эрцгерцога Карла. Во время битвы при Кальдьеро 29-31 октября 1805 года он возглавлял девять пехотных батальонов, восемь кавалерийских эскадронов и 26 артиллерийских орудий левого крыла. После войны он служил заместителем (нем. Adlatus) командующего в Славонии. Он инспектировал крепости в Сербии, и в 1807 году получил повышение до фельдцейхмейстера. В последний раз он командовал войсками, возглавляя дивизию венгерских ополченцев в битве при Раабе 14 июня 1809 года во время войны Пятой коалиции. Он умер 18 февраля 1814 года в Комарно, будучи губернатором этой крепости.